# Gregorovce
Gregorovce és un poble i municipi d'Eslovàquia. Es troba a la regió de Prešov, al nord del país. La primera referència escrita de la vila data del 1248.

## Demografia
| Godina             | 1994 | 2004   | 2014   | 2024    |
| ------------------ | ---- | ------ | ------ | ------- |
| Nombre de persones | 735  | 781    | 823    | 941     |
| Diferència         |      | +6,25% | +5,37% | +14,33% |

| Godina             | 2023 | 2024   |
| ------------------ | ---- | ------ |
| Nombre de persones | 935  | 941    |
| Diferència         |      | +0,64% |